# Alcino Soutinho

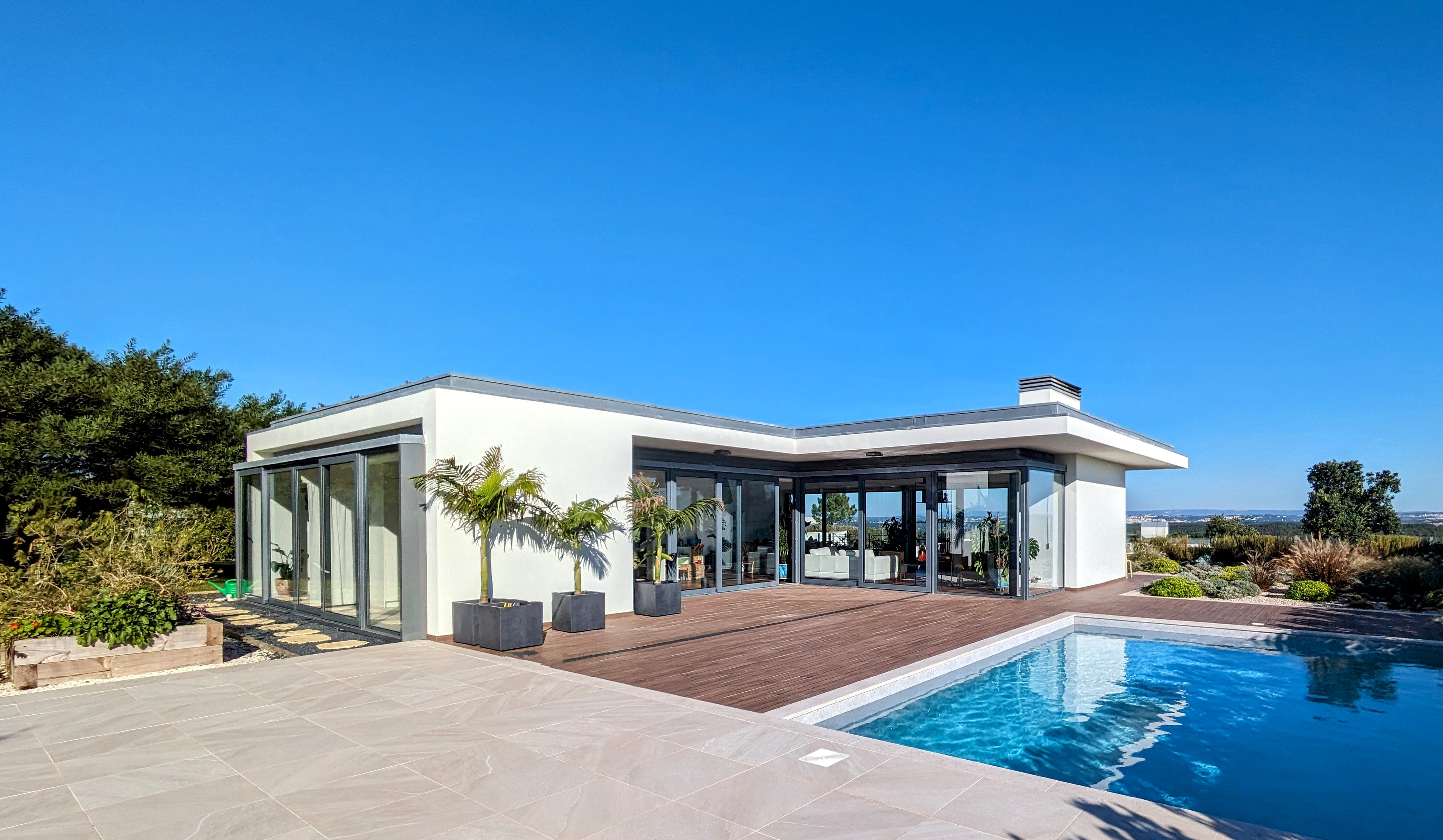
Alcino Soutinho Bom Successo Resort Contemporary Villa

Alcino Peixoto de Castro Soutinho (Vila Nova de Gaia, 6 de novembro de 1930 — Porto, 24 de novembro de 2013) foi um arquitecto português, considerado pela crítica nacional e internacional como integrando a "Escola do Porto".

## Vida
Formado pela Escola Superior de Belas-Artes do Porto em 1957, ano em que inicia a sua actividade como arquitecto em regime livre, Alcino Soutinho usufruiu de uma bolsa concedida pela Fundação Calouste Gulbenkian, em 1961, para continuação dos estudos em investigação sobre Museologia em Itália. Aí pôde contactar com vários arquitectos italianos que o influenciaram no início da sua carreira. Paralelamente, trabalhou na Fundação das Caixas da Previdência, onde elaborou vários conjuntos de habitação económica no Norte de Portugal, até 1971.
Foi docente da Escola Superior de Belas-Artes do Porto, a partir de 1973 e, mais tarde, da Faculdade de Arquitetura da Universidade do Porto.
O seu projecto para o novo edifício do Museu Amadeo de Souza-Cardoso em Amarante, de 1977, trouxe-lhe reconhecimento internacional e, em 1982, recebeu o prémio "Europa Nostra" pela obra de recuperação do Castelo de Vila Nova de Cerveira e sua adaptação para pousada, a Pousada de D. Dinis. Em 1984 foi-lhe atribuído o prémio da Associação Internacional dos Críticos de Arte. Contudo, é com a obra dos novos Paços do Concelho de Matosinhos, concluída em 1987, que obtém consagração nacional e internacional.

## Obra
- Casa dos Magistrados | Santa Maria da Feira | 1960[2][3]
- Conjunto 4 Habitações | R. S. João de Brito, Porto | 1960
- Habitações Unifamiliares em: Matosinhos, Gondomar, Paços de Brandão, Esposende | 1963[2][3]
- Complexos Habitacionals Rurals em: Mouramorta, Vilarinho de Freitas, Barqueiros, Tore D. Chama | 1964[2]
- Conjunto de 3 Habitações | Porto | 1964[2]
- Complexos Habitacionais de Renda Económica em: Bragança, Sto. Tirso, Amarante, Esposende, Póvoa do Varzim. Vila do Conde, Arcos de Valdevez | 1965[2]
- Habitação Unifamiliar | Vila Nova de Gaia | 1970,[2] 1968[3]
- Edificio dos Paços do Concelho de Amarante | Amarante |1972[2][3]
- Habitação Unifamiliar | Rio Maior | 1972[2]
- Adaptação a Estalagem do Castelo de S. João da Foz | Porto | 1973[2]
- Pousada de D. Dinis, Vila Nova de Cerveira | 1973 | [2][3]
- Cinco Estabelecimentos Comercials Lima 5 | Porto | 1974[2]
- Museu Amadeu Souza Cardoso | Amarante | 1978[2]
- useu Amadeo de Souza-Cardoso,
- Adaptação e Ampliação da Casa do Curro para os Paços do Concelho de Monção | 1979[2]
- Conjunto Habitacional | Ovar | 1979[2]
- Posto de Turismo Porto | 1979[2]
- Posto de Turismo | Lamego | 1979[2]
- Instalações Administrativas da Empresa textil Eurel | Porto | 1980[2]
- Habitação Unifamilar | Portimão | 1980[2]
- Câmara Municipal de Matosinhos 1981[2]
- Novos Programas Habitacionais para o Centro Urbano de Santo André de Sines (400 fogos escritórios e equipamentos comerciais) | 1981[2]
- Plano de Preservação e Recuperação dos Centros Históricos de Montemor-O-Velho e Tentugal | 1981[2]
- Mano de Pormenor da Zona Costeira entre a Granja e Espinho | 1984[2]
- Instalações do Banco de Portugal | Porto | 1985[2]
- Relização do Antigo Hospital Distrital de Viana do Castelo | 1986[2]
- Equipamento Mobiliário e Decoração do Hotel Santa Luzia | V. do Castelo | 1986[2]
- Habitação Unifamiliar | Ofir | 1987[2]
- Habitação Unifamiliar | Barreiro | 1987[2]
- Departamento de Engenharia Cerâmica e do Vidro da Universidade de Aveiro | Aveiro | 1988[2]
- Estação dos CTT da Lixa | 1989[2]
- Projecto de Arruamentos e Arranjos Exteriores do Campus Universitário da Universidade | Aveiro | 1989[2]
- Adaptação do Pátio das Nações a Floor da Bolsa de Valores do Porto | 1990[2]
- Habitação Unifamiliar | Albergaria-a-Nova | 1990[2]
- Edifício do Departamento de Química da Universidade de Aveiro | Aveiro | 1991[2]
- Casa-Museu Guerra Junqueiro | Porto | 1993[2]
- Banco Central de Investimentos | Lisboa | 1993[2]
- Sede no Norte do Banco Fonsecas e Burnay | Porto | 1993[2]
- Plano e Projecto da Marginal Norte da Póvoa de Varzim | Póvoa de Varzim | 1993[2]
- Museu de Santa Joana | Aveiro | 1994[2]
- Bolsa de Derivados do Porto | Porto | 1994[2]
- Ampliação da Câmara Municipal de Felgueiras | 1996[2]
- Reitoria da Universidade Nova de Lisboa | Lisboa | 1996[2]
- Habitações Unifamiliares na Quinta do Lago | Loulé | 1997[2]
- Conjuntos Habitacionals de Lavra 1, Lavra 2 e Perafita | Matosinhos |1997[2]
- Banco Central de Investimentos | Porto | 1998[2]
- Habitação Unifamiliar em Canidelo | Vila Nova de Gaia | 1998[2]
- Clinica Polivalente | Porto | 1998[2]
- Projecto de Urbanização Turistica do Eco Resort | Troia | 1999[2]
- Conjunto Habitacional na Av. Manuel Teixeira Ruela | Matosinhos | 1999[2]
- Complexo Multiusos da Arrábida | Vila Nova de Gaia | 1999[2]
- Habitação Unifamiliar | Ofir | 1999[2]
- Bloco Habitacional | Matosinhos | 1999[2]
- Estação de Tratamento de Água de Lever | Vila Nova de Gaia | 2000[2][4]
- Projecto para um Quarteirão Habitacional | Matosinhos Sul | 2000[2]
- Centro de Estágios do Futebol Clube do Porto | Vila Nova de Gaia | 2000[2]
- Biblioteca Municipal de Águeda | Aquecia | 2000[2]
- Habitação Unifamiliar | Porto | 2000[2]
- Plano de Expansão da Exponor | Matosinhos | 2000[2]
- Edificios de Habitação na Quinta das Sedas, lote 1-4 | Matosinhos  Senhora da Hora | 2000 -2007[2]
- Reconversão Urbana do Largo entre a Rua Chã e a Rua do Loureiro no âmbito do Plano de Reconversão Urbana do Porto 2001 | 2000[2]
- Biblioteca e Sala de Exposições da Câmara Municipal de Matosinhos | 2000[2]
- Conjunto Habitacional na antiga Fábrica de Redes | Matosinhos | 2000[2]
- Bloco Habitacional na Foz | Porto | 2000[2]
- Museu do Carro Eléctrico do Porto | Porto | 2001[2]
- Ampliação da Faculdade de Belas Artes da Universidade do Porto | Porto | 2001[2]
- Reutilização do Antigo Hospital Distrital de Viana do Castelo a Escola Superior de Arte e Design | 2001[2]
- Santuário de Nossa Senhora do Amparo | Mirandela | 2001[2]
- Casa da Cultura José Rodrigues, Alfândega da Fé | 2001[2]
- Conjunto de Edificios Terciários na Exponor-AEP | Matosinhos | 2002[2]
- Plano e Projecto da Frente Marítima de Vila do Conde | 2002[2]
- Projecto de Inserção do Metro do Porto na Zona Urbana de Matosinhos | 2002[2]
- Remodelação da Sede do Barclays Bank | Porto | 2002[2]
- Bloco de Habitação na Av. Brasil | Vila do Conde | 2002[2]
- Museu do Neo-Realismo | Vila Franca de Xira | 2002[2]
- Bloco Habitacional | Matosinhos Sul | 2002[2]
- Complexo Habitacional na Rua da Venezuela | Porto | 2002[2]
- Recuperação de uma Habitação Unifamiliar em Touguinhó | Vila do Conde | 2002[2]
- Camara Municipal de Seregno | Itália (com Luca Dubini, Enrico Molteni e Andrea Liverani) | 2002[2]
- Habitação Unifamiliar | Afife | 2003[2]
- Edificio de Comércio e Habitação na Rua da Constituição | Porto | 2004[2]
- Recuperação e Readaptação da Quinta das Janelas | Óbidos | 2004[2]
- Recuperação e Readaptação da Quinta de Val Pereiras | Ponte de Lima | 2004[2]
- Conjunto de 14 Habitações Unifamiliares | Óbidos | 2004[2]
- Plano de Pormenor da Antiga "Gist Brocades" | Matosinhos | 2004[2]
- Plano da Seca do Bacalhau | Vila Nova de Gaia | 2004[2]
- Projecto de Urbanização Turistica do Eco Resort-2ª Fase | Tróia | 2005[2]
- Edificios de Habitação para os Lote 7 e 8 dos Terrenos da Efanor | Matosinhos | 2005[2]
- Conjunto de 26 Habitações Unifamiliares | Óbidos | 2005[2]
- Conjunto de 28 Habitações em Banda | Óbidos | 2005[2]
- Recuperação e Adaptação de 2 Edificios na Praça do Infante | Porto | 2005[2]
- Habitação Unifamiliar | Afife| 2006[2]
- Conjunto de 4 Edificios de Habitação na Antiga "Gist Brocades" | Matosinhos | 2006[2]
- Edificios de Habitação para a Rotunda da Fonte Luminosa | Matosinhos | 2007[2]
- Readaptação da Ampliação da Câmara Municipal de Felgueiras | 2007[2]
- Plano de Pormenor para a Zona do Campo de Futebol do Espinho | Espinho | 2007[2]
- Parque de Estacionamento Luis I | Vila Nova de Gaia | 2008[2]
- Parque de Estacionamento e Arranjos Exteriores do Centro Cívico de Vila Nova de Gaia | Vila Nova de Gaia | 2008[2]
- Remodelação e Ampliação do Museu Santa Joana | Aveiro | 2008[2]
- Conjunto de 12 Habitações Unifamiliares | Óbidos | 2008[2]
- Loteamento para 16 Habitações Unifamiliares | Matosinhos | 2008[2]
- Auditório Municipal de Matosinhos | Matosinhos | 2009[2]
- Others:
  - Biblioteca Municipal Florbela Espanca, Matosinhos
  - Banco Borges e Irmão, Porto
  - Marginal, Vila do Conde
  - UNOP4 EcoResort, Troia
  - Castelo do Prado, Matosinhos
  - Palácio da Enseada, Matosinhos
  - Edifício Varandas da Venezuela II, Porto
  - Moradias Bom Sucesso Design Resort, Óbidos
  - Arrábida Plaza, Vila Nova de Gaia

## Prémios e homenagens
- 1982 - Prémio "Europa Nostra" - International Federation of the Protection of Europe's Cultural and Natural Heritage, pela recuperação do Castelo de Vila Nova de Cerveira e adaptação a pousada (Pousada de D. Dinis)
- 1984 - Prémio da AICA - Associação Internacional dos Críticos de Arte
- 1988 - Condecorado com a "Medalha de Mérito" da Câmara Municipal de Matosinhos
- 1992 - Condecorado com a "Medalha de Mérito" da Câmara Municipal de Vila Nova de Gaia
- 1993 - Condecorado com o grau de Comendador da Ordem Militar de Santiago de Espada (9 de junho)[5]
- 2011 - Doutoramento Honoris causa pela Universidade de Aveiro[6]